# Dear doctor letter
Con il termine Dear doctor letter ci si riferisce ad una lettera inviata a tutto il personale sanitario del Paese e concordata tra le autorità regolatorie del farmaco (ad esempio l'Agenzia Italiana del Farmaco - AIFA oppure il Dipartimento del farmaco del Ministero della Salute) e la ditta produttrice di uno specifico medicinale. L'utilizzo della dear doctor letter in Italia è stato mutuato dalla Dear Healthcare Professional (DHCP) in uso negli Stati Uniti, con la quale la Food and Drug Administration informa gli operatori sanitari degli USA.

## Contenuto
La dear doctor letter contiene informazioni sulle modifiche apportate al foglietto illustrativo del farmaco, e perciò indicazioni più precise e talvolta urgenti, inerenti indicazioni, dosaggio, eventi indesiderati ed avversi, controindicazioni e qualunque altra importante informazione sulla prescrizione.

## Finalità
Nella fase sperimentale che precede l'immissione in commercio di un farmaco vengono eseguiti diversi tipi di studi di farmacodinamica, farmacocinetica ed altri volti a valutare l'efficacia e la sicurezza di un determinato medicinale.
Tuttavia gli studi ed i trial clinici della fase pre-marketing, non sono sempre adeguati per evidenziare eventi indesiderati ed avversi rari e neppure possono prendere in considerazione tutte le potenziali interazioni tra farmaci o le comorbidità dei diversi pazienti cui verrà somministrato il farmaco nella pratica quotidiana. A seguito della commercializzazione del farmaco inevitabilmente si apprendono sempre nuove informazioni inerenti l'efficacia, la sicurezza ed il suo corretto uso. In altre parole si tratta della fondamentale sorveglianza post-marketing.
Talvolta le nuove informazioni apprese richiedono una comunicazione tempestiva agli operatori sanitari, i quali debbono essere informati in tempi brevi e certi sulle modifiche, gli aggiornamenti e le nuove informazioni sui medicinali.
La dear doctor letter può accelerare la diffusione di queste conoscenze sull'uso adeguato dei farmaci. Queste informazioni debbono essere comprese dai medici e ad esse ci si deve adeguare.
In alcuni casi la dear doctor letter può diventare un utile strumento di ulteriore stimolo alla raccolta di segnalazioni di eventi e nuove informazioni su un medicinale, una volta che sia partita una segnalazione iniziale.

## Efficacia
In letteratura non esistono molti studi che valutino la reale efficacia ed impatto delle 'dear doctor letters' sulle modifiche dei comportamenti prescrittivi dei medici.

Nel 2000 Smalley e collaboratori esaminarono l'efficacia della 'dear doctor letter' inviata nel giugno 1998 dalla US Food and Drug Administration per avvisare i medici che la cisapride era controindicata nei soggetti con intervallo QT prolungato o già in trattamento con altri farmaci a loro volta in grado di determinare un prolungamento dell'intervallo QT.
Le conclusioni di quest'autore furono che l'azione normativa e regolatoria non aveva praticamente avuto effetto significativo sull'impatto della co-prescrizione, avendo prodotto un risultato minimo (solo il -2% di prescrizioni in soggetti con controindicazioni).

Nel 2001 e successivamente nel 2002 Weatherby e collaboratori, tenendo sempre sotto osservazione le prescrizioni di cisapride e di alcuni altri farmaci come antibiotici macrolidi e antimicotici imidazolici, sono giunti a conclusioni diametralmente opposte. Secondo questo studio a seguito della 'dear doctor letter' del 1998 (ma non di una precedente lettera del 1995) si era assistito ad un costante calo della co-prescrizione e co-dispensazione (lo studio aveva come principale focus d'osservazione le erogazioni di medicinali da parte di alcune farmacie) di cisapride e farmaci controindicati.
Le co-dispensazioni erano soggette a notevoli variazioni stagionali, verosimilmente derivanti dall'uso stagionale dagli antibiotici macrolidi. La lettera del 1998 secondo Weatherby sarebbe stata seguita da un calo del 66% nello stesso giorno delle co-dispensazioni. Lo studio concludeva con l'osservazione che, in alcune circostanze, la pubblicità e l'intervento diretto con le farmacie di distribuzione poteva essere un importante complemento alle 'dear doctor letters'.

A conclusioni opposte giunge Shatin nel 2005 valutando la co-prescrizione di tramadolo ed antidepressivi: la 'dear doctor letter' non determinerebbe alcuna accelerazione statisticamente significativa nel ridurre le co-prescrizioni pericolose.

Verosimilmente parte della inefficacia delle 'dear doctor letters' sarebbe da attribuire al fatto che le nuove modifiche intervenute non sarebbero comunicate in modo chiaro ed efficace. Perciò sarebbe opportuno che le nuove informazioni fossero formulate in modo esplicito, enfatizzando i cambiamenti e le nuove informazioni.

Infine si sottolinea come in un recente passato per alcuni farmaci si sia verificato un ritiro dal mercato come misura di sicurezza, non perché la natura del rischio connesso ad un loro determinato uso fosse sconosciuta, ma perché il rischio si era dimostrato apparentemente incontenibile. In questi casi sembrerebbe che l'invio di una 'dear doctor letter' si sia dimostrata del tutto insufficiente a garantire un comportamento conforme alle norme di prescrizione medica sostenute dalle agenzie regolatorie dei farmaci.